# Via Militaris
La Via Militaris (également appelée Via Diagonalis, parfois désignée aussi sous la forme incorrecte Via Singidunum) était une voie romaine des Balkans qui assurait une liaison entre l'Orient et l'Occident et fut à ce titre un des axes stratégiques essentiels de l'Empire romain. Elle a joué un rôle historique majeur pendant les croisades, à l'époque des incursions des Huns et de Avars, les migrations des Goths puis des Slaves, enfin sous l'Empire ottoman. Son tracé commençait à Viminacium où elle quittait la Via Istrum longeant le Danube appelé à l'époque Ister dans cette partie de son cours, desservait Naissus, Serdica, Philippopolis et Andrinople, et rejoignait la via Egnatia à Sélymbrie sur la mer Propontide, un peu à l'ouest de Byzance. La voie a été aménagée au Ier siècle de notre ère, à l'époque de Néron.

## Dénominations
Les Romains l’auraient appelée Via Singidunum, ; les dénominations Via Militaris et Via Diagonalis datent de la première croisade et n’étaient pas utilisées à l’époque romaine. L’expression Via Militaris est ambiguë, car elle désigne également l’ensemble des voies militaires de l’Empire romain. La dénomination Via Diagonalis permet de contourner l’ambiguïté de Via Militaris.
La voie reliant Belgrade à Constantinople a traditionnellement été qualifiée de « voie militaire » (en allemand Heerstraße),. L’historien autrichien Felix Philipp Kanitz qualifiait la Via Militaris de « voie militaire de Viminacium à Thessalonique ».
Dans les sources secondaires bulgares, la Via Militaris est souvent appelée Голям диагонален път/goljam diagonalen păt : « grande route diagonale » ou plus simplement централен път/centralen păt : « route centrale ».

### Via Traiana
À partir de 1600, la Via Militaris fut également appelée Via Traiana. Cependant, cette dénomination est également ambiguë, car l’expression Via Traiana a désigné aussi dès l’époque romaine d’autres voies construites à l’époque de l’Empereur Trajan. On dénommait ainsi un tronçon latéral de la Via Appia qui longeait l’extrémité sud de la Via Appia (Via Traiana ou Via Appia Traiana). Cette voie construite en 109 apr. J.-C. sous l’Empereur Trajan (53-117) permettait d’économiser une journée de marche par rapport à la Via Appia. Elle bifurquait à Beneventum de la Via Appia et menait également, à l’est de celle-ci, jusqu’à Brundisium (Brindisi), où se terminait la Via Appia.
En outre, il y avait dans la province d’Arabie pétrée une Via Traiana Nova également connue sous le nom de Via Nova ou Via Nova Traiana, et auparavant sous le nom de Via Regia. Elle reliait l’Égypte et la Palestine à la Syrie.
Dans les Balkans également, sur le territoire de l’actuelle Bulgarie, il y avait une autre route connue sous le nom de Via Traiana (en bulgare Траянов път / Trajanov păt). Elle reliait Oescus et Novae sur le Danube à la Via Egnatia le long de la mer Égée, en passant par Trojan et Melta (aujourd’hui Loveč) dans les monts Hæmos, Philippopolis (sur la Via Militaris) et les Rhodopes. Elle constituait la liaison la plus rapide entre le limes danubien et les ports de la côte égéenne dans la province de Thrace.
Une autre voie des Balkans qualifiée de militaris est la Via iuxtram Danubii ou via Istrum creusée dans les roches des Portes de Fer, appelée dans les sources byzantines (Théophylacte Simocatta et Théophane le Confesseur) Tribos Traianou. Ce nom provient des travaux que Trajan a fait réaliser dans cette région des Portes de Fer, activité commémorée par la table de Trajan.
Au XVIe siècle, la dénomination Via Traiana ne s’appliquait dans les Balkans qu’à la voie nord-sud reliant le Danube à la Via Egnatia par Philippopolis. Pourtant, aucune borne ou inscription ne mentionne le fait que l’empereur Trajan ait contribué d’une façon quelconque à la construction ou au prolongement de cette voie. La raison pour laquelle ces voies quadrillant les Balkans sont associées à l’empereur Trajan par les voyageurs du XVIe siècle est inconnue. Il semble plutôt s’agir d’une légende populaire orale des marchands valaques des Balkans, reprise par les voyageurs et selon laquelle ils seraient d’anciens « caravaniers des Romains » chargés par Trajan de construire, défendre et entretenir les voies romaines, les ports du Danube et les castrae du limes danubien, ainsi que les mines d’or et de sel des Carpates. Cette légende peut s’expliquer par le fait que les Valaques, qui descendent linguistiquement des Thraco-Romains, parlent (ou parlaient) des idiomes romans.

## Caractéristiques de la voie

### Importance stratégique

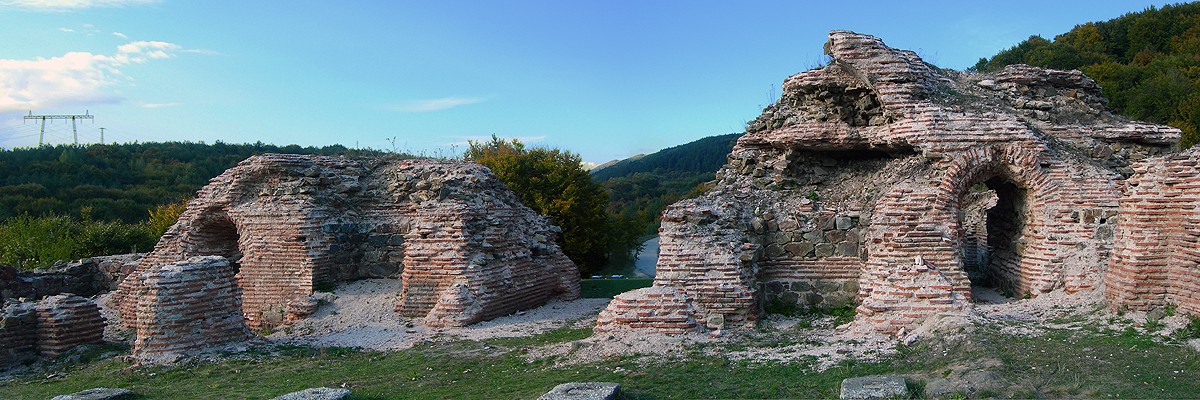
Vestiges de la forteresse antique des Portes de Trajan, près de la ville actuelle d’Ihtiman.

Avant même la construction des voies par l’Empire romain, un axe de circulation antérieur sur le même parcours servait à relier les peuples paléo-balkaniques et danubiens au monde grec. Plus largement cet axe diagonal nord-ouest/sud-est constituait la liaison la plus rapide dans l’Antiquité entre l’Europe centrale et le Proche-Orient. Dans l'Antiquité tardive, la Via Militaris traversait les villes romaines les plus importantes de ces régions à la capitale de l’Empire romain d’Orient, Constantinople. Elle reliait les provinces romaines de Pannonie supérieure et inférieure, de Mésie supérieure, de Thrace et de Bythinie au Royaume du Pont. De nouvelles colonies apparurent le long de la Via Militaris, dont certaines sont devenues des villes.

### Tracé
Les sources principales concernant le tracé des voies romaines sont principalement la table de Peutinger, l’Itinéraire d’Antonin et l’Anonyme de Bordeaux. Cette dernière source permet de calculer la longueur totale de la voie au IIIe siècle et IVe siècle : 670 milles romains (milia passuum) (1 mille romain = 1 482 m, 670 milles romains = 993 km). 31 camps fortifiés se trouvaient sur son parcours, ainsi que 43 stations. La plupart du temps, on voyageait de mansio à mansio, les relais étant séparés par une journée de voyage. On trouve également dans la Géographie de Ptolémée (100-150) quelques noms de lieux situés le long de la Via Militaris.
La Via Militaris avait été arpentée. À chaque mille romain, se trouvait la plupart du temps, le long de la route, une borne milliaire (miliarium) qui donnait la distance jusqu’aux villes voisines ou comportait des inscriptions votives.
Il y avait en outre, le long des routes militaires, des forteresses (castella) ou des tours isolées (turres), de nombreuses haltes-relais (mutationes), dans lesquelles on pouvait changer les chevaux ou les chars, ainsi que des auberges (tabernae).
La Via Militaris reliait l'actuelle Belgrade à Constantinople. Pendant les 200 premiers kilomètres sur un total de 924 km, elle suivait le cours de la Morava. La Via Militaris reliait les villes d'Hadrianopolis (Andrinople, l'actuelle Edirne), de Philippopolis (aujourd'hui Plovdiv), de Serdica (aujourd'hui Sofia) à la ville de Bononia (l'actuelle Vidin sur le Danube). Elle était reliée à la Via Egnatia par d'autres voies importantes : la voie qui longeait le fleuve Axios (aujourd'hui le Vardar en Grèce et en République de Macédoine, la voie Serdica-Thessalonique le long du Strymon (aujourd'hui Struma en Bulgarie, Strymonas en Grèce) et la voie de Philipopolis (Plovdiv)–Philippes. La plupart des villes ont tiré profit de leur situation sur le tracé de la voie.
De Naissus, aujourd'hui Niš, qui devint à l'époque un nœud routier important de la région, une bifurcation conduisait à Singidunum, l'actuelle Belgrade. On pouvait ensuite continuer le long du Danube vers Carnuntum, à l'époque capitale de la province de Pannonie, puis vers Vindobona (aujourd'hui Vienne en Autriche). Une autre bifurcation reliait la Via Militaris à la Via Egnatia en passant par les monts Rhodopes et la forteresse de Stanimacca (aujourd'hui Asenovgrad). En direction de l'Est, on arrivait à la Via Pontica et aux bouches du Danube en passant par Ratiaria, Augustae, Oescus, Novae, Sexaginta Prista, Durostorum, Axiopolis, Noviodunum et Ægyssus.

## Caractéristiques techniques
La Via Militaris était utilisée par l’armée romaine pour le déplacement rapide des légions. L’État romain était à la fois planificateur, maître d’ouvrage, et administrateur des routes militaires, construites pour des raisons stratégiques et logistiques afin d’établir un lien supra-régional rapide pour ses armées. Après la conquête de la péninsule balkanique par les Romains, la signification stratégique de la Via Militaris augmenta, qui fut alors pavée, revêtement typique des voies romaines. Cependant, des portions entières de la voie ne disposait que d’un revêtement de gravier. La voie avait une largeur de 9 pieds (6 mètres) et était légèrement surélevée en son milieu. Les constructeurs des voies militaires romaines, pour la définition de la largeur, avaient comme référence la largeur de six colonnes ou celle de deux chars.

## Historique
La voie a été construite à l’époque de l’Empereur Néron (37-68), au Ier siècle apr. J.-C. Elle a été achevée sous l’Empereur Trajan (53-117). Elle avait été précédée par la Via Egnatia, qui parcourait le Sud de la péninsule des Balkans d’est en ouest.
La Via Militaris était une importante voie de communication pour la protection et la défense de la frontière orientale de l’Empire romain. Elle constituait l’une des liaisons terrestres entre l’Italie et Byzance, et était ainsi de grande importance pour les échanges entre les parties occidentale et orientale de l’Empire.
Cependant, la Via Egnatia, qui était reliée à la Via Appia, mais obligeait à traverser l’Adriatique entre Egnazia (Egnatia, Gnathia) en Apulie et Dyrrachium (aujourd’hui Durrës en Albanie), constituait une liaison plus directe et plus rapide entre Rome et Byzance. Cependant, la traversée du détroit d'Otrante nécessitait de larges bateaux pour transporter rapidement des armées à grands effectifs et à l’équipement lourd.
Au Moyen Âge, la Via Militaris conserva son rôle de voie de communication majeure entre l'est et l'ouest. Elle fut également utilisée par les armées croisées qui se rendaient en Terre sainte par voie de terre.
Après la chute de Constantinople aux mains des Turcs en 1453, la Via Militaris continua à être utilisée à des fins militaires : les armées ottomanes l'utilisèrent par deux fois pour avancer jusqu'aux portes de Vienne.

### Période romano-byzantine
Après la division de l’Empire romain en 395, la résidence impériale fut transférée à Constantinople et, après la chute de l’Empire romain d’Occident en 476, à la suite des Grandes invasions, Constantinople, en tant que capitale de l’Empire romain d’Orient, resta seule capitale de l’Empire romain. Ce transfert eut pour conséquence d’augmenter l’importance géostratégique des Balkans et de leurs routes. La région se retrouva au centre de l’Empire, maintenant « décalé » vers l’Est, et devint l’hinterland du nouveau centre, vital alimenter les villes et pour la défense de l’Empire romain d’orient, en particulier contre les invasions barbares qui se succédèrent sans discontinuer du IVe siècle au IXe siècle.
La reconquête des Balkans par l’empereur byzantin Basile II et la conversion des Magyars au christianisme à la fin du Xe siècle ont probablement été des facteurs importants de la réouverture ou réactivation de la voie de terre entre l’Europe et Jérusalem, en passant par les Balkans.
Au cours du Moyen Âge également, la Via Militaris continua à être une liaison est-ouest et fut utilisée par les armées croisées qui avançaient par voie de terre vers la Palestine. Lors de la première (1096–1099), deuxième (1147-1149) et troisième croisade (1189–1192), les armées croisées empruntèrent Via Militaris. L’armée serbe utilisa également la Via Militaris lorsqu’elle conquit Sofia lors de la première croisade. Lors de la deuxième croisade, l’armée de l’empereur Conrad III de Hohenstaufen et, lors de la troisième croisade, l’armée de Frédéric Barberousse empruntèrent la Via Militaris. Le chroniste Arnold de Lübeck rapporte que le Sébastokrator Alexis Ier, neveu de l’empereur Isaac II Ange, ordonna que toutes les routes étroites soient élargies pour permettre le passage des chevaliers de la troisième croisade et leurs charrettes. La Via Militaris joua comme la Via Egnatia un rôle important jusqu’à la fin de l’Empire byzantin. Le pouvoir impérial assurait l’entretien des routes les plus importantes de l’empire.
Le long des grandes voies de l’empire, il y avait au IXe siècle des relais réservés aux voyageurs fortunés, qui permettaient de trouver un gîte et de changer les chevaux. Cependant, à cette époque, la population de la région n’était guère mobile et sans autorisation officielle, il était interdit de voyager. Les grandes routes byzantines étaient d’une importance bien plus grande pour l’armée que pour le commerce, dans la mesure où Constantinople, la seule grande ville de l’empire et en même temps son port principal, était surtout ravitaillée par la mer. Chez les Byzantins, la Via Militaris était qualifiée de « voie royale », et les sources médiévales serbes reprennent cette dénomination : « carski drum » ou « route de Constantinople » (« Carigradski drum »).
Après que les Byzantins, lors de leurs campagnes contre les Bulgares, eurent utilisé à plusieurs reprises la Via Militaris (986, 998, 1002 puis de 1003 à 1013), ils l’empruntèrent pour la dernière fois en 1016, lorsque Basile II partit en guerre avec son armée de Constantinople à Triadica (auparavant Serdica, aujourd’hui Sofia), en passant par (Plovdiv) contre le voïvode bulgare Kraka de Pernik (en bulgare Кракра Пернишки) .

### Période ottomane
Après la chute de Constantinople en 1453, la Via Militaris continua à être utilisée à des fins militaires par l’Empire ottoman. Afin de protéger les routes militaires, le pouvoir ottoman fit construire des camps fortifiés (palanka).
La Via Militaris était à l’époque ottomane la voie de communication terrestre la plus fréquentée des Balkans, car elle reliait la résidence impériale ottomane à celle de la Monarchie de Habsbourg, Vienne.
La Via Militaris mena les troupes ottomanes par deux fois jusqu’aux portes de Vienne : lors du premier (1529) et du deuxième siège de Vienne (1683). Pour les voyageurs en route dans l’Empire ottoman, il fallait jusqu’à un mois, selon la saison, pour aller de Belgrade à Istanbul. Certains auteurs indiquent une durée de voyage de 40 jours entre Constantinople et Belgrade. Entre les deux résidences de l’Empire, Edirne et Istanbul, l’état de la route était meilleur, ce qui permettait d’accomplir le trajet en 4 à 5 jours.
Lors de la guerre serbo-bulgare de 1885-1886, les armées serbes pénétrèrent également en Bulgarie par la Via Militaris.

### Vestiges
La Via Militaris a aujourd’hui en grande partie disparu, ses pierres ayant été recouvertes, usées ou réemployées, et ne peut être identifiée qu’à quelques endroits. La situation exacte des différentes stations routières n’est pas toujours connue, même si tous les noms sont mentionnés par les sources. L’extrémité sud-est de la Via Militaris était incontestablement Sélymbrie, tandis qu’à l’autre bout, l’extrémité nord-ouest n’est pas définie avec précision et, selon les auteurs, est située à Viminacium, Singidunum (aujourd’hui Belgrade), Sirmium, Aquincum (aujourd’hui Budapest) voire Carnuntum (aujourd’hui Vienne). En mai 2010, pendant les travaux de construction du corridor paneuropéen no X (Salzbourg – Thessalonique) en territoire serbe, a été exhumé un tronçon bien conservé de la Via Militaris à Dimitrovgrad. Le tronçon à deux voies, d’une largeur de 8 mètres, est composé de grands blocs de pierre.

### Postérité
Après l’époque romaine, la Via Militaris resta l’un des grands axes de circulation d’Europe. La route européenne 75 et la route européenne 80 longent l’ancienne voie romaine, avec une importance analogue pour le transit européen. L’autoroute serbe qui relie Niš à Dimitrovgrad près de la frontière serbo-bulgare suit le tracé de la Via Militaris, de même que l’Orient-Express. Un vin rouge bulgare renommé (propriété viticole Castra Rubra) porte le nom de Via Diagonalis.

## Liens externes

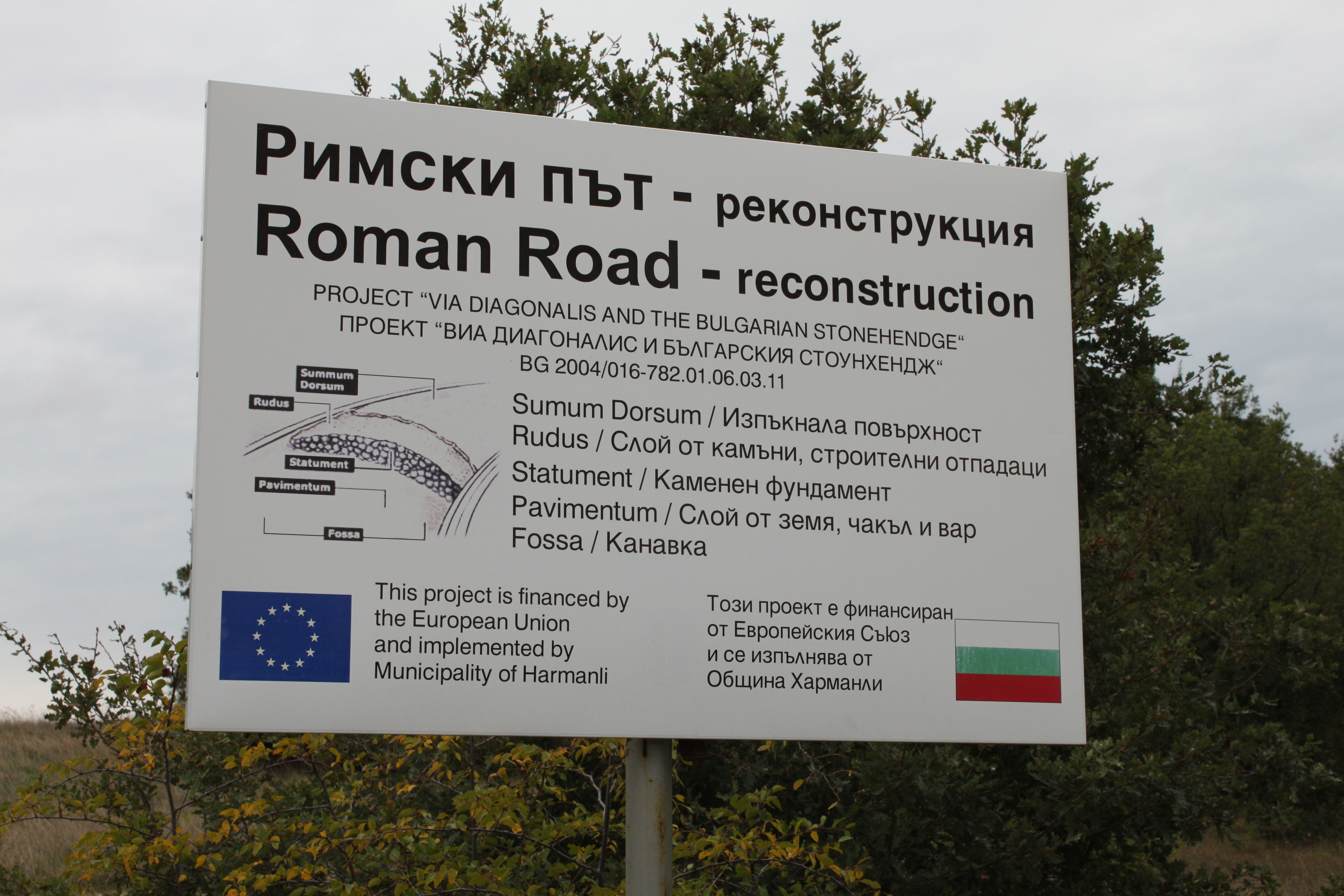
Panneau annonçant le projet de restauration d'une partie de la voie près de Harmanli